# Эбб, Фред
Фред Эбб (англ. Fred Ebb; 8 апреля 1928 года — 11 сентября 2004 года) — американский поэт, либреттист, автор стихов к мюзиклам и кинофильмам. Широко известен своим сотрудничеством с композитором Джоном Кандером. К их совместным работам, среди прочих, относятся «Кабаре» и «Чикаго».

## Биография

### Ранние годы
Родился на Манхэттэне Нью-Йорка. По ряду источников годом его рождения следует считать 1933-й, но по утверждениям родственников, подтверждённых медицинскими исследованиями после смерти, он родился в 1928 году. Детство пришлось на период экономической депрессии, работал с раннего детства — чистильщиком обуви, помощником водителя грузовика, на трикотажной фабрике. В 1955 году сумел закончить Нью-Йоркский университет, а через два года защитил степень магистра в Колумбийском университете.
Одним из первых творческих опытов стало создание с композитором Филом Спрингером в 1953 году песни «Разбитое сердце» (англ. Heartbroken), которую исполнила Джуди Гарленд (мать исполнительницы, в последующем, многих произведений Эбба Лайзы Миннелли). Его работой для театра стала постановка музыкального ревю Baker’s Dozen в 1951 году. Далее последовало участие в создании для театров-кабаре музыкальных постановок Isn’t America Fun (1959 год), From A to Z (1960 год, первый опыт совместной работы с режиссёром и хореографом Бобом Фоссом), Put It in Writing (1962 год).

### Сотрудничество с Джоном Кандером
С композитором Джоном Кандером Фред Эбб познакомился в 1962 году. Написав нескольких пробных песен, они создают свой первый мюзикл «Золотые ворота» (англ. Golden Gate), который так и не был поставлен. В 1965 году на Бродвее состоялась премьера мюзикла Кандера и Эбба «Флора — красная угроза» (англ. Flora the Red Menace), который принёс Лайзе Минелли премию «Тони».
Вторая их совместная работа, мюзикл «Кабаре», была принята очень успешно. Сюжет основан на пьесе Джона ван Друтена «I Am a Camera», которая является сценической адаптацией романа Кристофера Ишервуда. Шоу получило 8 из 11 номинаций на премию «Тони». Спектакль демонстрировался три года, в 1987 году был поставлен вновь. Очередная Бродвейская редакция 1998 года была показана более 2300 раз. На основе музыкального спектакля в 1972 году снят одноимённый фильм, режиссёром и хореографом которого стал Боб Фосс.
Следующий творческий период не был отмечен успехом, сопоставимым с «Кабаре». Так мюзикл «70, Girls, 70» (1971 год) выдержал всего 35 представлений. В начале 1970-х годов на волне популярности Лайзы Миннелли и её Салли Боулз, Кандер и Эбб работают над телевизионным шоу «Лайза, через „З“» (англ. Liza with a Z) и концертными сольными выступлениями актрисы на Бродвее.
В 1975 году выходит мюзикл «Чикаго» с Читой Ривера (Вельма Келли), Джерри Орбахом (Билли Флинн) и Гвен Вердон (Рокси Хат).
Спектакль имел смешанные отзывы критиков, но демонстрировался более 2 лет. Экранизация этого мюзикла 2002 года получила более 10 высших кинематографических наград.
В 1977 году Кандер и Эбб работают совместно с Мартином Скорсезе и Лайзой Минелли над музыкальным фильмом «Нью-Йорк, Нью-Йорк», где звучит их наиболее известная музыкальная тема с тем же названием.
После мюзикла «Каток» (англ. The Rink, 1984 год) с Читой Ривера и Лайзой Минелли в главных ролях творческий дуэт «замолкает» практически на 9 лет. В 1993 году выходит музыкальный спектакль «Поцелуй Женщины-паука» (англ. Kiss of the Spider Woman), который принёс авторам третью премию «Тони». После ещё двух проектов, которые не имели успеха, Кандер и Эбб значительно снижают творческую активность.
Фред Эбб умер в Нью-Йорке в возрасте 76 лет от сердечного приступа.
Незадолго до этого Кандер и Эбб начали работу над новым произведением «„Кто убил Дэвида Меррика?“» (англ. Who Killed David Merrick?), переименованное позже в «Занавес!» (англ. Curtains), которое преследовали беды. В 2003 году умер автор сценария Питер Стоун, чуть позже — аранжировщик Майкл Гибсон. В 2004 году умирает Фред Эбб. По злой иронии мюзикл имел второе название «A Backstage Murder Mystery Musical Comedy». Работа над мюзиклом была завершена Кандером в 2006 году, но мистические совпадения. сопровождавшие работу над ним, отмечались журналистами.
Творческий союз композитора и поэта продолжался 42 года.
В 2010 году на сцены Бродвея и Миннеаполиса выходит мюзикл «The Scottsboro Boys» (Буквально — Парни из Скоттсборо, американский термин, относящийся к череде реальных исторических событий начала 1930-х годов в США и последовавшим судебным процессом, ставшим началом пересмотра межрасовых отношений в американском обществе). В качестве авторов указаны Кандер и Эбб. Время фактического создания произведения не указано. По ряду источников это — 2003 год, непосредственно перед смертью Эбба. Мюзикл отмечен премией «Драма Деск» за лучшие поэтические тексты.

## Награды и признание
- 1967 Кабаре — Премия «Тони», лучший мюзикл;
- 1967 Кабаре — «Тони», лучшие композитор и автор стихов;
- 1969 Зобра — Премия «Драма Деск», лучшие поэтические тексты;
- 1973 Лайза, через «З» — Премия «Эмми», за выдающиеся достижения в музыке и стихах;
- 1976 Gypsy in My Soul — Премия «Эмми», специальная премия за комедию или мюзикл;
- 1981 Женщина года — «Тони», лучший оригинальный сценарий;
- 1993 Поцелуй Женщины-паука — «Тони», лучший оригинальный сценарий;
- 2007 Личный вклад Ф.Эбба — Премия «Драма Деск», специальная награда «За мастерство и вклад в развитие музыкального театра на протяжении 42 лет карьеры»;
- 2010 The Scottsboro Boys — Премия «Драма Деск», лучшие поэтические тексты.

## Заметки
1. ↑  В названии мюзикла — игра слов: Закулисье душераздирающего и таинственного Мюзикла, но и Загадочная смерть за кулисами музыкального театра